# Peter Hammer Verlag
Der Peter Hammer Verlag ist ein unabhängiger Buchverlag mit Sitz in Wuppertal.

## Geschichte
Der Peter Hammer Verlag   ging 1966 aus dem Jugenddienst-Verlag hervor, zu dessen Geschäftsführern Johannes Rau, späterer NRW-Ministerpräsident und Bundespräsident, gehörte. Der Verlag wurde mit der Zielsetzung gegründet, linkspolitische Sachbücher und Literatur der südlichen Kontinente zu veröffentlichen. Der Name Peter Hammer ist die deutsche Übersetzung von „Pierre Marteau“, einem Pseudonym, das im 17. Jahrhundert von Autoren kritischer oder anrüchiger Schriften zum Schutz vor Sanktionierung durch die Obrigkeit benutzt wurde. Hermann Schulz leitete den neu gegründeten Verlag bis 2001, seine Nachfolge übernahm Monika Bilstein. Der Verlag veröffentlicht etwa 25 Neuerscheinungen im Jahr und gehört zu den Verlagen in Deutschland, die konzernunabhängig arbeiten.
Im August 2022 übernahm Moritz Klein die Verlagsleitung von Monika Bilstein, die aus Altersgründen ausschied.
Die GmbH hat einen Aufsichtsrat, der aus fünf Personen besteht:
- Michael Kozinowski (Buchhändler), Vorsitzender d. Aufsichtsrates
- Bettina von Clausewitz (Journalistin), Stellv. Vorsitzende d. Aufsichtsrates
- Christine Hummel (Leiterin der Zentralen Studienberatung der Bergischen Universität Wuppertal)
- Guido Marquard (Verlagsvertreter)
- Einhard Schmidt-Kallert (Raumplaner / Sozialgeograph)

## Programm
Einer der Schwerpunkte des Verlagsprogramms ist die Literatur aus Afrika und Lateinamerika. Die Belletristik wird flankiert von ethnologischen (Edition Trickster) und politischen Sachbüchern zu Themen der südlichen Kontinente. Zu den Autoren, die der Verlag in Deutschland bekannt machte, gehören Ernesto Cardenal, Eduardo Galeano, Chinua Achebe, Amadou Hampâté Bâ, Aniceti Kitereza und Ahmadou Kourouma.
Zu einem weiteren Programmschwerpunkt entwickelte sich seit Ende der 1980er Jahre das Bilder- und Kinderbuchprogramm, heute umsatzstärkstes Segment des Verlages. Wolf Erlbruch, der inzwischen international renommierte Illustrator des Bilderbuchklassikers Vom kleinen Maulwurf, der wissen wollte, wer ihm auf den Kopf gemacht hat (Text: Werner Holzwarth), hat das Gesicht des Programms entscheidend geprägt.
Viele Autoren und Illustratoren des Verlages wurden mit Preisen geehrt, unter anderem mehrfach mit dem Deutschen Jugendliteraturpreis, dem Troisdorfer Bilderbuchpreis, dem Oldenburger Kinder- und Jugendbuchpreis, dem Luchs-Literaturpreis, dem Gustav-Heinemann-Friedenspreis, dem Rattenfänger-Literaturpreis, dem Hans Christian Andersen Preis, den nationalen und internationalen Preisen der Stiftung Buchkunst und dem Friedenspreis des Deutschen Buchhandels, der an Ernesto Cardenal und Chinua Achebe ging.

## Auszeichnungen
2009 wurde der Peter Hammer Verlag für sein engagiertes Programm und die sorgfältige Buchgestaltung mit dem Kurt-Wolff-Preis ausgezeichnet.
2019, 2020, 2022 und 2023 wurde dem Verlag der Deutsche Verlagspreis zuerkannt.

## Bekannte Autoren und Illustratoren des Verlages
- Chinua Achebe
- Amadou Hampâté Bâ
- Gioconda Belli
- Rotraut Susanne Berner
- Aljoscha Blau
- Nadia Budde
- Ernesto Cardenal
- Wolf Erlbruch
- Eduardo Galeano
- Will Gmehling
- David Graeber
- Aniceti Kitereza
- Ahmadou Kourouma
- Eva Muggenthaler
- Meja Mwangi
- Isabel Pin
- Jens Rassmus
- Arne Rautenberg
- Jürg Schubiger
- James C. Scott
- Ngũgĩ wa Thiong’o
- Henning Wagenbreth